# 성전군
성전군(아랍어: جيش الجهاد المقدس, Jaysh al-Jihad al-Muqaddas)은 팔레스타인 내전 당시 활동했던 팔레스타인 아랍 비정규군으로 하산 살라마, 아브드 알카디르 알후사이니가 이끈 무장단체이다. 후사이니의 개인 병력으로 묘사된 경향이 있다. 아랍 연맹은 성전군에 대한 대책이자 팔레스타인 아랍계 지도자들을 포함시키기 위한 방편으로 아랍 해방군을 창설해 팔레스타인 민족이 정치적 또는 군사적인 행동을 취할 수 있는 것을 제한했다. 사실상 아랍 각국은 팔레스타인 주민들이 양 병력 모두에 참여하는 것을 금지했다.
아브드 알카디르 알후사이니는 1947년 12월 예루살렘에 도착했고, 1948년 3월 128명의 병력을 보유했다. 그는 비르제이트에 본부를 수립한 이후 유대인 수송대를 공격함으로써 예루살렘 봉쇄를 시작했다. 950명의 지하드 병사와 228명의 비정규군을 보유한 하산 살라마가 텔아비브-예루살렘 도로의 입구인 리다와 람레 구역에서 봉쇄 작전의 책임을 담당했다 성전군은 50,000명 이상의 팔레스타인 아랍인들에게 지역 방어를 명령할 수 있었지만 아랍 국가와 팔레스타인 아랍 무장단체에서 온 5,000명에서 10,000명의 병력이 그들이 보유한 전체 병력이었다. 이들은 이스라엘 독립 전쟁 당시 필요한 곳으로 파견되었다.
후사이니는 알카스탈 전투에서 1948년 4월 전사했다. 그의 병력은 나흐손 작전에서 마을을 이미 점령하고 있던 하가나로부터 100명의 병력으로 카스탈을 탈환했다. 하가나는 유대인 정착지였던 모차로 후퇴했다. 팔마흐 병력이 4월 8일에서 9일 밤에 이 지역을 재점령했다. 후사이니의 사망 이후 성전군의 사기는 저하되었지만, 1949년까지 이 무장단체는 팔레스타인 전역에서 활동을 이어나갔다.